# Osmond (Nebraska)
Osmond è un comune degli Stati Uniti d'America, situato in Nebraska, nella contea di Pierce.

## Società

### Evoluzione demografica
Abitanti censitiAnno02004006008001000190019201940196019802000Popolazione